# Longxi International Hotel
Il Longxi International Hotel, noto anche come Hanging Village of Huaxi (in cinese: 空中华西村), è un grattacielo alto 328 metri che si trova nella città-prefettura di Wuxi (entro il villaggio di Huaxi), nella provincia di Jiangsu, in Cina.

## Descrizione
L'edificio, costruito tra il 2008 ed il 2011, è adibito ad uso misto ed è caratterizzato da una sfera in vetro posizionata sulla sua cima.
Il grattacielo è stato inaugurato il 12 ottobre 2011, in occasione del 50º anniversario della fondazione del villaggio di Huaxi. La costruzione del grattacielo è stata in parte finanziata da 200 abitanti di Huaxi attraverso l'acquisto di quote del valore 10 milioni di yuan ciascuna, un investimento che dà diritto a ciascun azionista ai ricavi che deriveranno dalle attività dell'edificio.